# Danielle Haase-Dubosc
Pour les articles homonymes, voir Haase et Dubosc.
Danielle Haase-Dubosc, née le 19 avril 1939 à Neuilly-sur-Seine et morte le 12 novembre 2017 à Paris 14e, est une universitaire et une féministe française contemporaine. 

## Aperçu biographique
Danielle Haase-Dubosc a été la directrice du centre universitaire de Reid Hall pour Columbia à Paris de 1975 à 2010. Elle a obtenu son doctorat en littérature comparée à l'université Columbia où elle a enseigné. 
Danielle Haase-Dubosc publie régulièrement des livres et articles sur les rapports de sexe en littérature et sur le féminisme sous l'Ancien Régime. Elle s'est également intéressée aux autres courants féministes à travers le monde et les siècles et a travaillé sur le « French feminism ».
En 2000, elle participe à la création de la Société internationale pour l'étude des femmes de l'Ancien Régime (SIEFAR), dont elle a été la vice-présidente.

## Publications

### Ouvrages
- Revisiter la « querelle des femmes ». Discours sur l’égalité/inégalité des sexes, de 1600 à 1750, dir. par Danielle Haase-Dubosc et Marie-Elisabeth Henneau Saint-Étienne, Publications de l’Université de Saint-Etienne, coll. « L’école du genre », 2013
- « Entre doutes et engagements : un arrêt sur image à partir de l’histoire des femmes (2e partie) », in revue Clio : Maternités, n°21, 2005.
- French feminism : an Indian anthology , (éd.) Danielle Haase-Dubosc, Mary E.John, Marcelle Marini, Rama Melkote, Susie Tharu, SAGE, 2003.
- Enjeux contemporains du féminisme indien, collectif (dir.) Danielle Haase-Dubosc, MSH, 2002.
- « Intellectuelles, femmes d'esprit et femmes savantes au XVIIe siècle », « Entretien avec Françoise Collin. Philosophe et intellectuelle féministe », in revue Clio : Intellectuelles, n°13, 2001.
- Ravie et enlevée : de l'enlèvement des femmes comme stratégie matrimoniale au XVIIe siècle, Paris, Albin Michel, coll. « Bibliothèque Albin Michel histoire », 1999, 465 p. (ISBN 2-226-11094-1).
- Femmes et pouvoirs sous l'Ancien Régime, collectif (dir.) Danielle Haase-Dubosc et Éliane Viennot, Rivages, 1991.
- Lyric nature poetry in France and England in the first half of the seventeenth century, Danielle Haase-Dubosc, Columbia University, 1970.